# Slawomir Szkredka
Slawomir Szkredka (* 12. Mai 1974 in Czechowice) ist ein polnisch-US-amerikanischer römisch-katholischer Geistlicher und Weihbischof in Los Angeles.

## Leben
Slawomir Szkredka studierte Philosophie und Theologie am Saints Cyril and Methodius Seminary in Orchard Lake ein und schloss seine kirchlichen Studien mit dem Master of Divinity ab. Am Päpstlichen Bibelinstitut in Rom erwarb er das Lizenziat in biblischer Theologie. Am 12. Januar 2002 empfing er das Sakrament der Priesterweihe für das Erzbistum Los Angeles.
Nach Aufgaben in der Pfarrseelsorge studierte er von 2008 bis 2015 absolvierte er in Rom ein Promotionsstudium und war seither als Professor und Ausbilder am Saint John’s Seminary in Camarillo tätig.
Papst Franziskus ernannte ihn am 18. Juli 2023 zum Titularbischof von Vicus Turris und zum Weihbischof in Los Angeles. Der Erzbischof von Los Angeles, José Horacio Gómez, spendete ihm und den mit ihm ernannten Weihbischöfen Matthew Elshoff OFMCap, Brian Nunes und Albert Bahhuth am 26. September desselben Jahres in der Kathedrale Unserer Lieben Frau von den Engeln die Bischofsweihe. Mitkonsekratoren war Gerald Eugene Wilkerson, emeritierter Weihbischof, sowie Alejandro Aclan, Weihbischof in Los Angeles.

## Schriften
- Sinners and sinfulness in Luke. a study of direct and indirect references in the initial episodes of Jesus’ activity. (Dissertation), Wissenschaftliche Untersuchungen zum Neuen Testament, Reihe 2, Band 434, Verlag Mohr Siebeck, Tübingen 2017, ISBN 978-3-16-155057-7.